# Coenonympha excellens
Coenonympha excellens är en fjärilsart som beskrevs av Gradl 1933. Coenonympha excellens ingår i släktet Coenonympha och familjen praktfjärilar. Inga underarter finns listade i Catalogue of Life.